# 48650 Kazanuniversity
48650 Kazanuniversity è un asteroide della fascia principale. Scoperto nel 1995, presenta un'orbita caratterizzata da un semiasse maggiore pari a 2,2760487 UA e da un'eccentricità di 0,1206756, inclinata di 0,85516° rispetto all'eclittica.
L'asteroide è dedicato all'Università di Kazan'.